# Sarābīān
Sarābīān (persiska: سرابیان, Sarākīān) är en ort i Iran.   Den ligger i provinsen Kermanshah, i den nordvästra delen av landet, 500 km väster om huvudstaden Teheran. Sarābīān ligger 1 444 meter över havet och antalet invånare är 114.
Terrängen runt Sarābīān är huvudsakligen kuperad, men åt sydost är den platt. Terrängen runt Sarābīān sluttar österut.Runt Sarābīān är det ganska glesbefolkat, med 48 invånare per kvadratkilometer. Närmaste större samhälle är Javānrūd, 8,1 km norr om Sarābīān. Trakten runt Sarābīān består i huvudsak av gräsmarker.